# Luigia Achillea Stella
Luigia Achillea Stella (Pavia, 16 dicembre 1904 – Roma, 10 ottobre 1998) è stata una filologa italiana.

## Biografia
È stata una figura di spicco nel panorama della filologia classica italiana del Novecento. Nata a Pavia nel 1904, figlia dell'ingegnere Augusto Stella e della biologa Rina Monti, crebbe in un contesto familiare culturale coinvolgente.
Dopo aver conseguito la laurea in Lettere Classiche presso l'Università di Pavia, iniziò la sua carriera accademica come docente di Letteratura Greca presso l'Università di Trieste, dove rimase fino al suo pensionamento nel 1975. Si dedicò all'insegnamento e alla ricerca, pubblicando numerosi studi e saggi sulla letteratura, la storia e la cultura dell'antica Grecia.

## Pubblicazioni (parziale)
- Eraclito, Efeso e l'oriente, G. Bardi, Roma, 1927.
- Leggende tebane e preistoria egea, Stab. Tip. E. Ariani, Firenze, 1927.
- Echi di civiltà preistoriche nei poemi d'Omero, Unitas, Milano, 1927.
- Italia antica sui mare, Hoepli, Milano, 1930.
- Intorno ai nuovi frammenti di Erinna, Hoepli, Milano, 1930.
- L'Atlantide di Platone e la preistoria egea, Hoepli, Milano, 1932.
- Romanità di Marco Aurelio nei "Colloqui con se stesso" in lingua greca, Bardi, Roma, 1935.
- Rappresentazioni figurate paleolitiche a Grotta Romanelli, Società romana di antropologia, Roma, 1935.
- L'Ideale della morte eroica nella Grecia del 5. secolo, Le Monnier, Firenze, 1935.
- Importanza di Alcmeone nella storia del pensiero greco, Bardi, Roma, 1939.
- Euripide lirico, Le Monnier, Firenze, 1939.
- Cinque poeti dell'Antologia palatina, Zanichelli, Bologna, 1940[2].